# День работников полиции Азербайджана
День работников полиции Азербайджана — профессиональный праздник работников правоохранительных органов Республики, отмечаемый ежегодно 2 июля.

## История
2 июля 1918 года Министр внутренних дел Азербайджанской Демократической Республики подписал Циркуляр, который стал основой для создания национальной полиции государства. 
Указом тогдашнего Президента Азербайджанской Республики Гейдара Алиева № 710 от 24 мая 1998 года 2 июля был объявлен Днём полиции Азербайджана.